# 第53师团
第53师团（Dai-gojūsan Shidan）是日本帝国陆军的一个步兵师团。它的代号是安兵团（Yasushi Heidan） 。该师团于1941年9月16日在京都组建，最初被分配给中部军。该师团的核心，是第十六师的师部。第53师团的兵员主要来自滋贺县、福井县、三重县和京都府。
1943年11月，第53师团被分配为南方军的预备部队。1943年12月，该部门从门司区起航，中途在高雄休整，并在1944年1月登陆胡志明市和新加坡。1944年4月29日，该师被分配到第33军，并于1944年5月13日抵达曼德勒北郊。
1944年6月，该师的第153步兵团在英帕尔战役中被派遣增援第33师团，但该团在战斗中基本被歼灭。至6月底，该师团有1600人伤亡，被迫撤离该地区。 
从1945年1月起，该师被用作密铁拉和曼德勒战役的后备力量，第53师团的主体留在曼德勒以南。第119步兵团被分配至第18师团，负责攻击曼支那。在对曼支那的攻击被中断后，该师的残余部队试图在附近占据一个阵地，但被盟军坦克阻止。 
在向南撤退时，该师接连遭到盟军的炮火和空中打击，基本丧失了战斗力。日本投降后，该师的残余部队于1945年8月17日停止了战斗。